# Tilly-la-Campagne
Tilly-la-Campagne (ti.ji.la.kɑ̃.paɲⓘ) era una comuna francesa, situada en el departamento de Calvados, de la región de Normandía. Desde el 1 de enero de 2019 es una comuna delegada de Castine-en-Plaine.

## Geografía
Está ubicada al sur de Caen.

## Historia
El 1 de enero de 2019 pasó a ser una comuna delegada de la comuna nueva de Castine-en-Plaine al fusionarse con las comunas vecinas de Hubert-Folie y Rocquancourt.

## Demografía
| 79 | 96 | 80 | 73 | 74 | 93 | 96 | 130 | 215 |
| Para los censos de 1962 a 1999 la población legal corresponde a la población sin duplicidades (Fuente: INSEE [Consultar]) |    |    |    |    |    |    |     |     |